# Rantija
Rantija (arab. رنتيّة) – nieistniejąca już arabska wieś, która była położona w Dystrykcie Jafy w Mandacie Palestyny. Wieś została wyludniona i zniszczona podczas I wojny izraelsko-arabskiej, po ataku Sił Obronnych Izraela 10 lipca 1948.

## Położenie
Rantija leżała na wschodnim krańcu nadmorskiej równiny Szaron. Według danych z 1945 do wsi należały ziemie o powierzchni 4389 ha. We wsi mieszkały wówczas 590 osoby.
| Własność gruntów | Powierzchnia gruntów [ha] |
| ---------------- | ------------------------- |
| Arabowie         | 4 155                     |
| Żydzi            | 142                       |
| publiczne        | 92                        |
| Razem            | 4 389                     |

| Rodzaj użytkowanych gruntów | Arabowie [ha] | Żydzi [ha] |
| --------------------------- | ------------- | ---------- |
| uprawy cytrusów             | 505           | 0          |
| uprawy oliwek               | 20            | 0          |
| uprawy nawadniane           | 99            | 120        |
| uprawy zbóż                 | 3 518         | 22         |
| nieużytki                   | 112           | 0          |
| zabudowane                  | 13            | 0          |

## Historia
W okresie panowania rzymskiego istniała tutaj osada nazywana Rantia. W czasach krzyżowców osadę nazywano Rentie. W kolejnych latach była to niewielka wieś. W 1596 Rantija miała populację liczącą 132 osoby. Mieszkańcy płacili podatki z upraw pszenicy, jęczmienia, owoców, sezamu, kóz i uli.
W okresie panowania Brytyjczyków Rantija była małą wsią. We wsi znajdował się jeden meczet. W 1947 utworzono szkołę podstawową, do której uczęszczało 45 uczniów.
Decyzją rezolucji Zgromadzenia Ogólnego ONZ nr 181 z 29 listopada 1947, wieś Rantija miała znajdować się w państwie arabskim w Palestynie. Na początku I wojny izraelsko-arabskiej w maju 1948 wieś zajęły arabskie milicje, które atakowały żydowską komunikację w okolicy. Na samym początku operacji „Danny” 10 lipca 1948 wieś zajęli izraelscy żołnierze. Zmusili oni wszystkich mieszkańców do opuszczenia wioski, a domy wysadzili.

## Miejsce obecnie
Na miejscu wioski Rantiji powstała w 1949 wieś komunalna Nofech. Na gruntach ornych powstały w 1949 moszawy Rinnatja i Mazor.
Palestyński historyk Walid Chalidi, tak opisał pozostałości wioski Rantija: „Trzy opuszczone domy stojące pośród dzikich traw i szczątków innych domów, to wszystko co pozostało z miejscowości. Dwa opuszczone domy są z kamienia, a trzeci z betonu. Wszystkie okna i drzwi są prostokątne. Dwa z nich mają płaskie dachy, trzeci mógł mieć dach dwuspadowy”.